# سوپر جام اروپا ۱۹۸۸
فینال سوپر جام اروپا ۱۹۸۸، رقابت پایانی سوپر جام اروپا است که مابین دو تیم باشگاه فوتبال مشلان و باشگاه فوتبال پی‌اس‌وی آیندهوون برگزار شده‌است.
این مسابقه که در تاریخ‌های ۱ فوریه ۱۹۸۹ و ۸ فوریه ۱۹۸۹ انجام شده‌است در مجموع با نتیجه ۳ بر ۱ به سود باشگاه فوتبال مشلان به پایان رسید.